# Poynton
 (juillet 2018).
Si vous disposez d'ouvrages ou d'articles de référence ou si vous connaissez des sites web de qualité traitant du thème abordé ici, merci de compléter l'article en donnant les références utiles à sa vérifiabilité et en les liant à la section « Notes et références ».
Pour les articles homonymes, voir Poynton (homonymie).
Poynton est une localité d'Angleterre située dans le comté de Cheshire.
C'est dans cette ville qu'est censée se dérouler la série Sex Education (selon la sérigraphie d'un bus visible dans l'épisode 03 de la deuxième saison)

## Histoire
La première mention du manoir de Poynton date de 1289 alors qu'il faisait partie de la baronnie de Stockport.

## Économie
Il y a un site de Space Systems (Airbus) dans la ville.

## Personnalités liées à la ville
- Alan Beith (1943-), homme politique britannique, député au Parlement du Royaume-Uni pour la circonscription de Berwick-upon-Tweed de 1973 à 2015, y est né.